# ATP-toernooi van Parijs
Het ATP-toernooi van Parijs is een jaarlijks terugkerend tennistoernooi dat wordt georganiseerd in de Franse hoofdstad Parijs. De officiële naam van het toernooi is Rolex Paris Masters. Het toernooi, waarvan de wedstrijden worden gespeeld op hardcourtbanen in het Paris La Défense Arena, maakt deel uit van de ATP Tour Masters 1000, de hoogste categorie na de grand slams.
De eerste editie van de Open de Paris-Bercy in 1986 trok 82.117 toeschouwers. In 2019 trok het toernooi een recordaantal van 151.000 toeschouwers.

## Nederlandse successen
Tom Okker was de eerste Nederlander die successen boekte in Parijs hij won in 1975 het enkelspel en in 1976 het dubbelspel, met Marty Riessen en verloor in 1969 en 1970 samen met Riessen de finale van het dubbelspel. In 1975 verloor Okker wederom de finale van het dubbelspel ditmaal aan de zijde van Ilie Năstase. Tom Nijssen verloor in 1993 de dubbelfinale samen met Cyril Suk. De grootste successen kwamen op naam van het duo Jacco Eltingh en Paul Haarhuis zij wonnen het toernooi drie keer in 1994, 1996 en 1997 en verloren in 1998 de finale. Haarhuis haalde daarna nog twee keer de finale in 1999 aan de zijde van Jared Palmer en in 2000 met Daniel Nestor. In 2022 won Wesley Koolhof aan de zijde van de Brit Neal Skupski de titel. In zijn afscheidsjaar won Koolhof in 2024 wederom de titel, ditmaal aan de zijde van de Kroaat Nikola Mektić.

## Finales

### Enkelspel
| Datum      | Naam                   | Categorie              | ($/€)         | Ondergrond        | Winnaar             | Finalist           | Uitslag                 | Details       |
| ---------- | ---------------------- | ---------------------- | ------------- | ----------------- | ------------------- | ------------------ | ----------------------- | ------------- |
| 03-11-1969 | Open de Paris-Bercy    |                        |               | tapijt, binnen    | Tom Okker           | Earl Buchholz      | 8-6, 6-2, 6-1           | details       |
| 09-11-1970 | Open de Paris-Bercy    |                        |               | tapijt, binnen    | Arthur Ashe         | Marty Riessen      | 7-6, 6-4, 6-3           | details       |
| 1971       | geen toernooi          | geen toernooi          | geen toernooi | geen toernooi     | geen toernooi       | geen toernooi      | geen toernooi           | geen toernooi |
| 30-10-1972 | Open de Paris-Bercy    |                        |               | tapijt, binnen    | Stan Smith          | Andrés Gimeno      | 6-2, 6-2, 7-5           | details       |
| 29-10-1973 | Open de Paris-Bercy    |                        |               | tapijt, binnen    | Ilie Năstase        | Stan Smith         | 4-6, 6-1, 3-6, 6-0, 6-2 | details       |
| 28-10-1974 | Open de Paris-Bercy    |                        |               | tapijt, binnen    | Brian Gottfried (1) | Eddie Dibbs        | 6-3, 5-7, 8-6, 6-0      | details       |
| 27-10-1975 | Open de Paris-Bercy    |                        |               | tapijt, binnen    | Tom Okker (2)       | Arthur Ashe        | 6-3, 2-6, 6-3, 3-6, 6-4 | details       |
| 25-10-1976 | Open de Paris-Bercy    |                        | $ 50.000      | tapijt, binnen    | Eddie Dibbs         | Jaime Fillol       | 5-7, 6-4, 6-4, 7-6      | details       |
| 31-10-1977 | Open de Paris-Bercy    |                        | $ 50.000      | tapijt, binnen    | Corrado Barazzutti  | Brian Gottfried    | 7-6, 7-6, 6-7, 3-6, 6-4 | details       |
| 06-11-1978 | Open de Paris-Bercy    |                        | $ 50.000      | tapijt, binnen    | Bob Lutz            | Tom Gullikson      | 6-2, 6-2, 7-6           | details       |
| 29-10-1979 | Open de Paris-Bercy    |                        | $ 50.000      | tapijt, binnen    | Harold Solomon      | Corrado Barazzutti | 6-3, 2-6, 6-3, 6-4      | details       |
| 27-10-1980 | Open de Paris-Bercy    |                        | $ 50.000      | tapijt, binnen    | Brian Gottfried (2) | Adriano Panatta    | 4-6, 6-3, 6-1, 7-6      | details       |
| 26-10-1981 | Open de Paris-Bercy    |                        | $ 50.000      | tapijt, binnen    | Mark Vines          | Pascal Portes      | 6-2, 6-4, 6-3           | details       |
| 25-10-1982 | Open de Paris-Bercy    |                        | $ 75.000      | tapijt, binnen    | Wojtek Fibak        | Bill Scanlon       | 6-2, 6-2, 6-2           | details       |
| 1983-1985  | geen toernooi          | geen toernooi          | geen toernooi | geen toernooi     | geen toernooi       | geen toernooi      | geen toernooi           | geen toernooi |
| 27-10-1986 | Open de Paris-Bercy    |                        | $ 500.000     | tapijt, binnen    | Boris Becker (1)    | Sergio Casal       | 6-4, 6-3, 7-6           | details       |
| 02-11-1987 | Open de Paris-Bercy    |                        | $ 700.000     | tapijt, binnen    | Tim Mayotte         | Brad Gilbert       | 2-6, 6-3, 7-5, 6-7, 6-3 | details       |
| 24-10-1988 | Open de Paris-Bercy    |                        | $ 810.000     | tapijt, binnen    | Amos Mansdorf       | Brad Gilbert       | 6-3, 6-2, 6-3           | details       |
| 30-10-1989 | Open de Paris-Bercy    |                        | $ 1.000.000   | tapijt, binnen    | Boris Becker (2)    | Stefan Edberg      | 6-4, 6-3, 6-3           | details       |
| 29-10-1990 | Open de Paris-Bercy    | Championship Series SW | $ 1.650.000   | tapijt, binnen    | Stefan Edberg       | Boris Becker       | 3-3, opgave             | details       |
| 28-10-1991 | Open de Paris-Bercy    | Championship Series SW | $ 1.650.000   | tapijt, binnen    | Guy Forget          | Pete Sampras       | 7-6, 4-6, 5-7, 6-4, 6-4 | details       |
| 02-11-1992 | Open de Paris-Bercy    | Championship Series SW | $ 1.815.000   | tapijt, binnen    | Boris Becker (3)    | Guy Forget         | 7-6, 6-3, 3-6, 6-3      | details       |
| 01-11-1993 | Open de Paris-Bercy    | Super 9                | $ 1.915.000   | tapijt, binnen    | Goran Ivanišević    | Andrej Medvedev    | 6-4, 6-2, 7-6           | details       |
| 31-10-1994 | Open de Paris-Bercy    | Super 9                | $ 2.000.000   | tapijt, binnen    | Andre Agassi (1)    | Marc Rosset        | 6-3, 6-3, 4-6, 7-5      | details       |
| 30-10-1995 | Open de Paris-Bercy    | Super 9                | $ 2.000.000   | tapijt, binnen    | Pete Sampras (1)    | Boris Becker       | 7-6, 6-4, 6-4           | details       |
| 28-10-1996 | Open de Paris-Bercy    | Super 9                | $ 2.300.000   | tapijt, binnen    | Thomas Enqvist      | Jevgeni Kafelnikov | 6-2, 6-4, 7-5           | details       |
| 27-10-1997 | Open de Paris-Bercy    | Super 9                | $ 2.300.000   | tapijt, binnen    | Pete Sampras (2)    | Jonas Björkman     | 6-3, 4-6, 6-3, 6-1      | details       |
| 02-11-1998 | Open de Paris-Bercy    | Super 9                | $ 2.300.000   | tapijt, binnen    | Greg Rusedski       | Pete Sampras       | 6-4, 7-6, 6-3           | details       |
| 01-11-1999 | Open de Paris-Bercy    | Super 9                | $ 2.300.000   | tapijt, binnen    | Andre Agassi (2)    | Marat Safin        | 7-6, 6-2, 4-6, 6-4      | details       |
| 13-11-2000 | Masters de Paris-Bercy | Masters Series         | $ 2.450.000   | tapijt, binnen    | Marat Safin (1)     | Mark Philippoussis | 3-6, 7-6, 6-4, 3-6, 7-6 | details       |
| 29-10-2001 | BNP Paribas Masters    | Masters Series         | $ 2.450.000   | tapijt, binnen    | Sébastien Grosjean  | Jevgeni Kafelnikov | 7-6, 6-1, 6-7, 6-4      | details       |
| 28-10-2002 | BNP Paribas Masters    | Masters Series         | $ 2.328.000   | tapijt, binnen    | Marat Safin (2)     | Lleyton Hewitt     | 7-6, 6-0, 6-4           | details       |
| 27-10-2003 | BNP Paribas Masters    | Masters Series         | $ 2.200.000   | tapijt, binnen    | Tim Henman          | Andrei Pavel       | 6-2, 7-6, 7-6           | details       |
| 01-11-2004 | BNP Paribas Masters    | Masters Series         | $ 2.200.000   | tapijt, binnen    | Marat Safin (3)     | Radek Štěpánek     | 6-3, 7-6, 6-3           | details       |
| 31-10-2005 | BNP Paribas Masters    | Masters Series         | $ 2.200.000   | tapijt, binnen    | Tomáš Berdych       | Ivan Ljubičić      | 6-3, 6-4, 3-6, 4-6, 6-4 | details       |
| 30-10-2006 | BNP Paribas Masters    | Masters Series         | $ 2.200.000   | tapijt, binnen    | Nikolaj Davydenko   | Dominik Hrbatý     | 6-1, 6-2, 6-2           | details       |
| 29-10-2007 | BNP Paribas Masters    | Masters Series         | $ 2.200.000   | hardcourt, binnen | David Nalbandian    | Rafael Nadal       | 6-4, 6-0                | details       |
| 27-10-2008 | BNP Paribas Masters    | Masters Series         | $ 2.420.000   | hardcourt, binnen | Jo-Wilfried Tsonga  | David Nalbandian   | 6-3, 4-6, 6-4           | details       |
| 09-11-2009 | BNP Paribas Masters    | Masters 1000           | € 2.227.500   | hardcourt, binnen | Novak Đoković (1)   | Gaël Monfils       | 6-2, 5-7, 7-6           | details       |
| 08-11-2010 | BNP Paribas Masters    | Masters 1000           | € 2.227.500   | hardcourt, binnen | Robin Söderling     | Gaël Monfils       | 6-1, 7-6(1)             | details       |
| 07-11-2011 | BNP Paribas Masters    | Masters 1000           | € 2.227.500   | hardcourt, binnen | Roger Federer       | Jo-Wilfried Tsonga | 6-1, 7-6(3)             | details       |
| 29-10-2012 | BNP Paribas Masters    | Masters 1000           | € 2.427.975   | hardcourt, binnen | David Ferrer        | Jerzy Janowicz     | 6-4, 6-3                | details       |
| 28-10-2013 | BNP Paribas Masters    | Masters 1000           | € 2.646.495   | hardcourt, binnen | Novak Đoković (2)   | David Ferrer       | 7-5, 7-5                | details       |
| 27-10-2014 | BNP Paribas Masters    | Masters 1000           | € 2.884.675   | hardcourt, binnen | Novak Đoković (3)   | Milos Raonic       | 6-2, 6-3                | details       |
| 02-11-2015 | BNP Paribas Masters    | Masters 1000           | € 3.288.530   | hardcourt, binnen | Novak Đoković (4)   | Andy Murray        | 6-2, 6-4                | details       |
| 31-10-2016 | BNP Paribas Masters    | Masters 1000           | € 3.748.925   | hardcourt, binnen | Andy Murray         | John Isner         | 6-2, 6-4                | details       |
| 05-11-2017 | Rolex Paris Masters    | Masters 1000           | € 4.273.775   | hardcourt, binnen | Jack Sock           | Filip Krajinović   | 5-7, 6-4, 6-1           | details       |
| 04-11-2018 | Rolex Paris Masters    | Masters 1000           | € 4.872.105   | hardcourt, binnen | Karen Chatsjanov    | Novak Đoković      | 7-5, 6-4                | details       |
| 03-11-2019 | Rolex Paris Masters    | Masters 1000           | € 5.207.405   | hardcourt, binnen | Novak Đoković (5)   | Denis Shapovalov   | 6-3, 6-4                | details       |
| 08-11-2020 | Rolex Paris Masters    | Masters 1000           | € 3.901.015   | hardcourt, binnen | Daniil Medvedev     | Alexander Zverev   | 5-7, 6-4, 6-1           | details       |
| 07-11-2021 | Rolex Paris Masters    | Masters 1000           | € 3.084.450   | hardcourt, binnen | Novak Đoković (6)   | Daniil Medvedev    | 4-6, 6-3, 6-3           | details       |
| 06-11-2022 | Rolex Paris Masters    | Masters 1000           | € 5.415.410   | hardcourt, binnen | Holger Rune         | Novak Djokovic     | 3–6, 6–3, 7–5           | details       |
| 05-11-2023 | Rolex Paris Masters    | Masters 1000           | € 5.779.335   | hardcourt, binnen | Novak Đoković (7)   | Grigor Dimitrov    | 6–4, 6–3                | details       |
| 03-11-2024 | Rolex Paris Masters    | Masters 1000           | € 5.950.575   | hardcourt, binnen | Alexander Zverev    | Ugo Humbert        | 6–2, 6–2                | details       |

### Dubbelspel
| Datum      | Naam                   | Categorie              | ($/€)         | Ondergrond        | Winnaars                                 | Finalisten                             | Uitslag                | Details       |
| ---------- | ---------------------- | ---------------------- | ------------- | ----------------- | ---------------------------------------- | -------------------------------------- | ---------------------- | ------------- |
| 11-11-1969 | Open de Paris-Bercy    |                        |               | tapijt, binnen    | John Newcombe Tony Roche                 | Tom Okker Marty Riessen                | 10-8, 6-4, 6-2         | details       |
| 09-11-1970 | Open de Paris-Bercy    |                        |               | tapijt, binnen    | Pancho Gonzales Ken Rosewall             | Tom Okker Marty Riessen                | 6-4, 7-6, 7-6          | details       |
| 1971       | geen toernooi          | geen toernooi          | geen toernooi | geen toernooi     | geen toernooi                            | geen toernooi                          | geen toernooi          | geen toernooi |
| 30-10-1972 | Open de Paris-Bercy    |                        |               | tapijt, binnen    | Pierre Barthès François Jauffret (1)     | Andrés Gimeno Juan Gisbert             | 6-7, 6-2, 6-3          | details       |
| 29-10-1973 | Open de Paris-Bercy    |                        |               | tapijt, binnen    | Juan Gisbert Ilie Năstase (1)            | Arthur Ashe Roscoe Tanner              | 6-3, 6-4               | details       |
| 28-10-1974 | Open de Paris-Bercy    |                        |               | tapijt, binnen    | Patrice Dominguez François Jauffret (2)  | Brian Gottfried Raúl Ramírez           | 7-5, 6-4               | details       |
| 27-10-1975 | Open de Paris-Bercy    |                        |               | tapijt, binnen    | Wojtek Fibak Karl Meiler                 | Ilie Năstase Tom Okker                 | 6-3, 9-8               | details       |
| 25-10-1976 | Open de Paris-Bercy    |                        | $ 50.000      | tapijt, binnen    | Tom Okker Marty Riessen                  | Fred McNair Sherwood Stewart           | 6-2, 6-2               | details       |
| 31-10-1977 | Open de Paris-Bercy    |                        | $ 50.000      | tapijt, binnen    | Brian Gottfried Raúl Ramírez             | Jeff Borowiak Roger Taylor             | 6-2, 6-0               | details       |
| 06-11-1978 | Open de Paris-Bercy    |                        | $ 50.000      | tapijt, binnen    | Bruce Manson (1) Andrew Pattison         | Ion Țiriac Guillermo Vilas             | 7-6, 6-2               | details       |
| 29-10-1979 | Open de Paris-Bercy    |                        | $ 50.000      | tapijt, binnen    | Jean-Louis Haillet Gilles Moretton       | John Lloyd Tony Lloyd                  | 7-6, 7-6               | details       |
| 27-10-1980 | Open de Paris-Bercy    |                        | $ 50.000      | tapijt, binnen    | Paolo Bertolucci Adriano Panatta         | Brian Gottfried Raymond Moore          | 6-4, 6-4               | details       |
| 26-10-1981 | Open de Paris-Bercy    |                        | $ 50.000      | tapijt, binnen    | Ilie Năstase (2) Yannick Noah            | Andrew Jarrett Jonathan Smith          | 6-4, 6-4               | details       |
| 25-10-1982 | Open de Paris-Bercy    |                        | $ 75.000      | tapijt, binnen    | Brian Gottfried Bruce Manson (2)         | Jay Lapidus Richard Meyer              | 6-4, 6-2               | details       |
| 1983-1985  | geen toernooi          | geen toernooi          | geen toernooi | geen toernooi     | geen toernooi                            | geen toernooi                          | geen toernooi          | geen toernooi |
| 27-10-1986 | Open de Paris-Bercy    |                        | $ 500.000     | tapijt, binnen    | Peter Fleming John McEnroe (1)           | Mansour Bahrami Diego Pérez            | 6-3, 6-2               | details       |
| 02-11-1987 | Open de Paris-Bercy    |                        | $ 700.000     | tapijt, binnen    | Jakob Hlasek Claudio Mezzadri            | Scott Davis David Pate                 | 7-6, 6-2               | details       |
| 24-10-1988 | Open de Paris-Bercy    |                        | $ 810.000     | tapijt, binnen    | Paul Annacone John Fitzgerald (1)        | Jim Grabb Christo van Rensburg         | 6-2, 6-2               | details       |
| 30-10-1989 | Open de Paris-Bercy    |                        | $ 1.000.000   | tapijt, binnen    | John Fitzgerald (2) Anders Järryd (1)    | Jakob Hlasek Éric Winogradsky          | 7-6, 6-4               | details       |
| 29-10-1990 | Open de Paris-Bercy    | Championship Series SW | $ 1.650.000   | tapijt, binnen    | Scott Davis David Pate                   | Darren Cahill Mark Kratzmann           | 7-6, 7-6               | details       |
| 28-10-1991 | Open de Paris-Bercy    | Championship Series SW | $ 1.650.000   | tapijt, binnen    | John Fitzgerald (3) Anders Järryd (2)    | Kelly Jones Rick Leach                 | 7-6, 6-4               | details       |
| 02-11-1992 | Open de Paris-Bercy    | Championship Series SW | $ 1.815.000   | tapijt, binnen    | John McEnroe (2) Patrick McEnroe         | Patrick Galbraith Danie Visser         | 7-6, 6-3               | details       |
| 01-11-1993 | Open de Paris-Bercy    | Super 9                | $ 1.915.000   | tapijt, binnen    | Byron Black Jonathan Stark               | Tom Nijssen Cyril Suk                  | 7-6, 6-4               | details       |
| 31-10-1994 | Open de Paris-Bercy    | Super 9                | $ 2.000.000   | tapijt, binnen    | Jacco Eltingh (1) Paul Haarhuis (1)      | Byron Black Jonathan Stark             | 6-4, 6-3               | details       |
| 30-10-1995 | Open de Paris-Bercy    | Super 9                | $ 2.000.000   | tapijt, binnen    | Grant Connell Patrick Galbraith          | Jim Grabb Todd Martin                  | 6-3, 7-6               | details       |
| 28-10-1996 | Open de Paris-Bercy    | Super 9                | $ 2.300.000   | tapijt, binnen    | Jacco Eltingh (2) Paul Haarhuis (2)      | Jevgeni Kafelnikov Daniel Vacek        | 6-2, 6-4               | details       |
| 27-10-1997 | Open de Paris-Bercy    | Super 9                | $ 2.300.000   | tapijt, binnen    | Jacco Eltingh (3) Paul Haarhuis (3)      | Rick Leach Jonathan Stark              | 6-2, 6-4               | details       |
| 02-11-1998 | Open de Paris-Bercy    | Super 9                | $ 2.300.000   | tapijt, binnen    | Mahesh Bhupathi (1) Leander Paes         | Jacco Eltingh Paul Haarhuis            | 7-6, 7-6               | details       |
| 01-11-1999 | Open de Paris-Bercy    | Super 9                | $ 2.300.000   | tapijt, binnen    | Sébastien Lareau Alex O'Brien            | Paul Haarhuis Jared Palmer             | 6-1, 6-3               | details       |
| 13-11-2000 | Masters de Paris-Bercy | Masters Series         | $ 2.450.000   | tapijt, binnen    | Nicklas Kulti Maks Mirni (1)             | Paul Haarhuis Daniel Nestor            | 7-6(6), 7-5            | details       |
| 29-10-2001 | BNP Paribas Masters    | Masters Series         | $ 2.450.000   | tapijt, binnen    | Ellis Ferreira Rick Leach                | Mahesh Bhupathi Leander Paes           | 5-7, 7-6(2), 6-4       | details       |
| 28-10-2002 | BNP Paribas Masters    | Masters Series         | $ 2.328.000   | tapijt, binnen    | Nicolas Escudé Fabrice Santoro           | Gustavo Kuerten Cédric Pioline         | 6-3, 6-3               | details       |
| 27-10-2003 | BNP Paribas Masters    | Masters Series         | $ 2.200.000   | tapijt, binnen    | Wayne Arthurs Paul Hanley                | Michaël Llodra Fabrice Santoro         | 6-3, 1-6, 6-3          | details       |
| 01-11-2004 | BNP Paribas Masters    | Masters Series         | $ 2.200.000   | tapijt, binnen    | Jonas Björkman Todd Woodbridge           | Wayne Black Kevin Ullyett              | 6-3, 6-4               | details       |
| 31-10-2005 | BNP Paribas Masters    | Masters Series         | $ 2.200.000   | tapijt, binnen    | Bob Bryan (1) Mike Bryan (1)             | Mark Knowles Daniel Nestor             | 6-4, 6-7(3), 6-4       | details       |
| 30-10-2006 | BNP Paribas Masters    | Masters Series         | $ 2.200.000   | tapijt, binnen    | Arnaud Clément Michaël Llodra            | Fabrice Santoro Nenad Zimonjić         | 7-6(4), 6-2            | details       |
| 29-10-2007 | BNP Paribas Masters    | Masters Series         | $ 2.200.000   | hardcourt, binnen | Bob Bryan (2) Mike Bryan (2)             | Daniel Nestor Nenad Zimonjić           | 6-3, 7-6(3)            | details       |
| 27-10-2008 | BNP Paribas Masters    | Masters Series         | $ 2.420.000   | hardcourt, binnen | Jonas Björkman Kevin Ullyett             | Jeff Coetzee Wesley Moodie             | 6-2, 6-2               | details       |
| 09-11-2009 | BNP Paribas Masters    | Masters 1000           | € 2.227.500   | hardcourt, binnen | Daniel Nestor Nenad Zimonjić             | Marcel Granollers Tommy Robredo        | 6-3, 6-4               | details       |
| 08-11-2010 | BNP Paribas Masters    | Masters 1000           | € 2.227.500   | hardcourt, binnen | Mahesh Bhupathi (1) Maks Mirni (2)       | Mark Knowles Andy Ram                  | 7–5, 7–5               | details       |
| 07-11-2011 | BNP Paribas Masters    | Masters 1000           | € 2.227.500   | hardcourt, binnen | Rohan Bopanna (1) Aisam-ul-Haq Qureshi   | Julien Benneteau Nicolas Mahut         | 6-2, 6-4               | details       |
| 29-10-2012 | BNP Paribas Masters    | Masters 1000           | € 2.427.975   | hardcourt, binnen | Mahesh Bhupathi (3) Rohan Bopanna (2)    | Aisam-ul-Haq Qureshi Jean-Julien Rojer | 7-6(6), 6-3            | details       |
| 28-10-2013 | BNP Paribas Masters    | Masters 1000           | € 2.646.495   | hardcourt, binnen | Bob Bryan (3) Mike Bryan (3)             | Alexander Peya Bruno Soares            | 6-3, 6-3               | details       |
| 27-10-2014 | BNP Paribas Masters    | Masters 1000           | € 2.884.675   | hardcourt, binnen | Bob Bryan (4) Mike Bryan (4)             | Marcin Matkowski Jürgen Melzer         | 7-6(5), 5-7, [10-6]    | details       |
| 02-11-2015 | BNP Paribas Masters    | Masters 1000           | € 3.288.530   | hardcourt, binnen | Ivan Dodig Marcelo Melo (1)              | Vasek Pospisil Jack Sock               | 2-6, 6-3, [10-5]       | details       |
| 31-10-2016 | BNP Paribas Masters    | Masters 1000           | € 3.748.925   | hardcourt, binnen | Henri Kontinen John Peers                | Pierre-Hugues Herbert Nicolas Mahut    | 6-4, 6-3, [10-6]       | details       |
| 05-11-2017 | Rolex Paris Masters    | Masters 1000           | € 4.273.775   | hardcourt, binnen | Łukasz Kubot Marcelo Melo (2)            | Ivan Dodig Marcel Granollers           | 7-6(3), 3-6, [10-6]    | details       |
| 04-11-2018 | Rolex Paris Masters    | Masters 1000           | € 4.872.105   | hardcourt, binnen | Marcel Granollers Rajeev Ram             | Jean-Julien Rojer Horia Tecău          | 6-4, 6-4               | details       |
| 03-11-2019 | Rolex Paris Masters    | Masters 1000           | € 5.207.405   | hardcourt, binnen | Pierre-Hugues Herbert Nicolas Mahut      | Karen Chatsjanov Andrej Roebljov       | 6-4, 6-1               | details       |
| 08-11-2020 | Rolex Paris Masters    | Masters 1000           | € 3.901.015   | hardcourt, binnen | Félix Auger-Aliassime Hubert Hurkacz     | Mate Pavić Bruno Soares                | 6-7(3), 7-6(7), [10-2] | details       |
| 07-11-2021 | Rolex Paris Masters    | Masters 1000           | € 3.084.450   | hardcourt, binnen | Tim Pütz Michael Venus                   | Pierre-Hugues Herbert Nicolas Mahut    | 6-3, 6-7(4), [11-9]    | details       |
| 06-11-2022 | Rolex Paris Masters    | Masters 1000           | € 5.415.410   | hardcourt, binnen | Wesley Koolhof (1) Neal Skupski          | Ivan Dodig Austin Krajicek             | 7–6(5), 6–4            | details       |
| 05-11-2023 | Rolex Paris Masters    | Masters 1000           | € 5.779.335   | hardcourt, binnen | Santiago González Édouard Roger-Vasselin | Rohan Bopanna Matthew Ebden            | 6–2, 5–7, [10–7]       | details       |
| 03-11-2024 | Rolex Paris Masters    | Masters 1000           | € 5.950.575   | hardcourt, binnen | Wesley Koolhof (2) Nikola Mektić         | Lloyd Glasspool Adam Pavlásek          | 3–6, 6–3, [10-5]       | details       |

## Statistieken

### Meeste enkelspeltitels
| Aantal titels | Speler          | Jaren                                    |
| ------------- | --------------- | ---------------------------------------- |
| 7             | Novak Đoković   | 2009, 2013, 2014, 2015, 2019, 2021, 2023 |
| 3             | Boris Becker    | 1986, 1989, 1992                         |
| 3             | Marat Safin     | 2000, 2002, 2004                         |
| 2             | Stan Smith      | 1971, 1972                               |
| 2             | Tom Okker       | 1969, 1975                               |
| 2             | Brian Gottfried | 1974, 1980                               |
| 2             | Pete Sampras    | 1995, 1997                               |
| 2             | Andre Agassi    | 1994, 1999                               |

(Bijgewerkt t/m 2024)

### Meeste enkelspeltitels per land
| Aantal titels | Land                     |
| ------------- | ------------------------ |
| 14            | Oekraïne                 |
| 7             | Servië                   |
| 6             | Rusland                  |
| 3             | Verenigd Koninkrijk      |
| 3             | Frankrijk                |
| 2             | Nederland                |
| 2             | Bondsrepubliek Duitsland |
| 2             | Duitsland                |

(Bijgewerkt t/m 2024)

### Enkel- en dubbelspeltitel in één jaar
| Tennisser    | Jaar |
| ------------ | ---- |
| Stan Smith   | 1972 |
| Ilie Năstase | 1973 |

### Baansnelheid
| Court Pace Index                                     |
| ---------------------------------------------------- |
|                                                      |
| ■ Traag ■ Medium traag ■ Medium ■ Medium snel ■ Snel |

Bron: 

### Toeschouwersaantallen
| Jaar | Toeschouwers | Jaar | Toeschouwers | Jaar | Toeschouwers |
| ---- | ------------ | ---- | ------------ | ---- | ------------ |
| 2004 |              | 2010 |              | 2016 | 130.000      |
| 2005 |              | 2011 |              | 2017 |              |
| 2006 |              | 2012 |              | 2018 | 141.000      |
| 2007 |              | 2013 |              | 2019 | 151.000      |
| 2008 |              | 2014 |              | 2020 |              |
| 2009 |              | 2015 | 119.460      | 2021 |              |